# Greg Long
Greg Long (nascido em 12 de dezembro de 1966) é um artista solo americano de música cristã contemporânea e também membro do grupo pop cristão contemporâneo Avalon.

## Biografia
Long nasceu em Aberdeen, Dakota do Sul. Começou a cantar aos 2 anos de idade, nos avivamentos de seu pai. Ele é casado com Janna Long, também integrante da banda Avalon.
Como artista solo, Long teve oito músicas alcançando o primeiro lugar nas paradas cristãs contemporâneas: "How Long?" (um dueto com Margaret Becker) em 1994 de seu primeiro álbum solo, depois "What a Friend" e "Think About Jesus" em 1995, "Love the Lord" em 1996, "We Love You Jesus", "Jesus Saves" e "Mercy Said No" em 1998 e "Sufficiency of Grace" em 2000. Long foi indicado ao GMA Dove Award em 1998.
Em 2003, Long ingressou na Avalon, substituindo o membro fundador Michael Passons.

## Discografia
- Cross My Heart (Myrrh Records/Pakaderm Records 1994)
- Days of Grace (Myrrh Records 1996)[8]
- Jesus Saves (Word Records 1998)[9]
- Now (Myrrh Records 2000)[10]
- Born Again (Christian Records 2004)[11]
- The Definitive Collection (Álbum de compilação Word Records 2008)[12][13]